# 1754

## أحداث
- تأسيس مدينة باتيالا وتقع حاليا في الهند.
- بداية الحرب الفرنسية والهندية في 1754 والتي انتهت في 1763.
- يوليو - جامعة كولومبيا تأسست ككلية الملك من خلال ميثاق ملكي من الملك جورج الثاني ملك بريطانيا العظمى. تقع الكلية في الأصل في مانهاتن السفلى. تم تعليق التدريس في عام 1776 واعيد فتح المدرسة في عام 1784 ككلية كولومبيا. مع نمو الكلية في القرن ال19، وسميت جامعة كولومبيا في عام 1896.
- 13 ديسمبر - عثمان الثالث يتولي الحكم خلفا محمود الأول كسلطان عثماني .
- تأسيس قصبة تاوريرت.

## مواليد
- 13 فبراير - شارل موريس تاليران سياسي وقائد عسكري فرنسي (توفي 1838)
- 19 فبراير - فينشينسو مونتي شاعر وأديب إيطالي (توفي 1828)
- 9 أغسطس - بيير شارلز لانفانت هو مهندس معماري ومدني فرنسي (توفي 1825)
- 21 أغسطس - ويليام مردوخ مهندس ومخترع اسكتلندي (توفي 1839)
- 23 أغسطس - لويس السادس عشر ملك فرنسا (توفي 1793)
- 9 سبتمبر - ويليام بلاي بحار إنكليزي (توفي 1814)
- 20 سبتمبر - بافل الأول امبراطور روسيا (توفي 1801)
- 26 سبتمبر - جوزيف لويس بروست عالم كيميائي فرنسي (توفي 1826)
- تاريخ غير معروف - عبد الرحمن الجبرتي مؤرخ مسلم مصري (توفي 1825)
- تاريخ غير معروف - عثمان دان فوديوعثمان دان فوديو، عالم دين اسلامي نيجيري (توفي 1817).
- تاريخ غير معروف - فريدريش سيزار سياسي سويسري (توفي 1838)
- تاريخ غير معروف - دانيال روجرز سياسي أمريكي وحاكم ولاية ديلاوير الأمريكية (توفي 1802)

## وفيات
- 10 يناير - إدوارد كيف محرر وناشر إنجليزي (ولد 1691)
- 28 يناير - لودفيغ هولبرغ مسرحي و كاتب نرويجي (ولد 1684)
- 6 مارس - هنري بلهام رئيس وزراء المملكة المتحدة (ولد 1696)
- 23 مارس - يوهان ياكوب فتستاين ثيولوجي سويسري (ولد 1693)
- 9 أبريل - كريستيان فولف فيلسوف ألماني شهير و عالم رياضيات و علوم (ولد 1679)
- 16 سبتمبر - يواخيم بيكاو شاعر ومولف أوبرا ألماني (ولد 1690)
- 8 أكتوبر - هنري فيلدنغ روائي بريطاني (ولد 1707)
- 27 نوفمبر - أبراهام دي موافر عالم رياضيات (ولد 1667)
- 13 ديسمبر - محمود الأول سلطان عثماني (ولد 1696)